# Тамплёв-ан-Певель (кантон)
Тамплёв-ан-Певель (фр. Templeuve-en-Pévèle) (до 24 февраля 2021 года назывался Тамплёв, фр. Templeuve) — кантон во Франции, находится в регионе О-де-Франс, департамент Нор, округ Лилль.

## История
Кантон образован в результате реформы 2015 года. В его состав вошли упраздненные кантоны Понт-а-Марк и Сизуэн, а также отдельные коммуны кантонов Ланнуа и Секлен-Нор.
24 февраля 2021 года указом № 2021-213 кантон переименован в Тамплёв-ан-Певель. .

## Состав кантона
В состав кантона входят коммуны (население по данным Национального института статистики за 2017 г.):
- Авелен (2 690 чел.)
- Анстен (1 469 чел.)
- Аттиш (2 275 чел.)
- Баши (1 702 чел.)
- Безьё (4 765 чел.)
- Берсе (2 230 чел.)
- Бувин (775 чел.)
- Бургель (1 664 чел.)
- Ваннеэн (1 272 чел.)
- Грюзон (1 309 чел.)
- Женеш (2 702 чел.)
- Камфен-ан-Певель (2 452 чел.)
- Каппель-ан-Певель (2 232 чел.)
- Кобриё (521 чел.)
- Ла-Нёвиль (646 чел.)
- Лескен (8 259 чел.)
- Лувиль (826 чел.)
- Мериньи (3 065 чел.)
- Монс-ан-Певель (2 134 чел.)
- Моншо (1 536 чел.)
- Мушен (1 392 чел.)
- Перон-ан-Мелантуа (908 чел.)
- Понт-а-Марк (2 884 чел.)
- Сенген-ан-Мелантуа (2 760 чел.)
- Сизуэн (4 968 чел.)
- Тамплёв-ан-Певель (6 059 чел.)
- Трессен (1 408 чел.)
- Турминьи (888 чел.)
- Тюмри (3 900 чел.)
- Фретен (3 380 чел.)
- Шеран (2 990 чел.)
- Эннвелен (2 185 чел.)

## Политика
На президентских выборах 2022 г. жители кантона отдали в 1-м туре Эмманюэлю Макрону 37,2 % голосов против 22,0 % у Марин Ле Пен и 14,9 % у Жана-Люка Меланшона; во 2-м туре в кантоне победил Макрон, получивший 64,5 % голосов. (2017 год. 1 тур: Эмманюэль Макрон – 25,4 %, Франсуа Фийон – 24,7 %,  Марин Ле Пен – 21,3 %, Жан-Люк Меланшон – 15,2 %; 2 тур: Макрон – 67,1 %. 2012 год. 1 тур: Николя Саркози — 33,8 %, Франсуа Олланд — 23,9 %, Марин Ле Пен — 17,7 %; 2 тур: Саркози — 58,0 %).
С 2021 года кантон в Совете департамента Нор представляют мэр города Тамплёв-ан-Певель Люк Монне (Luc Monnet) (Разные правые) и депутат Национального собрания Франции Шарлотта Пармантье-Лекок (Вперёд, Республика!).
|                | Кандидаты                          | Партия                   | Первый тур | Первый тур     | Второй тур | Второй тур |
| Кол-во голосов | Кандидаты                          | Партия                   | % голосов  | Кол-во голосов | % голосов  |            |
| -------------- | ---------------------------------- | ------------------------ | ---------- | -------------- | ---------- | ---------- |
|                | Люк Монне Шарлотта Пармантье-Лекок | Правоцентристский блок   | 7 709      | 33,96          | 10 441     | 50,77      |
|                | Сильвен Клеман Жоэль Коттени       | Правоцентристский блок   | 5 907      | 26,03          | 10 126     | 49,23      |
|                | Дидье Турне Венсьян Фабер          | Левый блок – Зелёные     | 5 015      | 22,10          |            |            |
|                | Антуан Скуппель Виржини Фенен      | Национальное объединение | 4 066      | 17,91          |            |            |

|                | Кандидаты                           | Партия                      | Первый тур | Первый тур     | Второй тур | Второй тур |
| Кол-во голосов | Кандидаты                           | Партия                      | % голосов  | Кол-во голосов | % голосов  |            |
| -------------- | ----------------------------------- | --------------------------- | ---------- | -------------- | ---------- | ---------- |
|                | Жоэль Коттени Люк Монне             | Правый блок                 | 9 981      | 32,02          | 19 444     | 68,38      |
|                | Жюли Дюкроке Кристиан Фике          | Национальный фронт          | 7 968      | 25,56          | 8 993      | 31,62      |
|                | Надеж Бургель-Кос Бенжамен Дюмортье | Разные правые               | 5 113      | 16,40          |            |            |
|                | Батист Менар Коринн Оберле          | Социалистическая партия     | 4 871      | 15,63          |            |            |
|                | Фредерик Бернабль Мариз Фабер-Росси | Европа Экология — «Зелёные» | 1 848      | 5,93           |            |            |
|                | Янник Массье Лилиан Мортье          | Левый фронт                 | 1 392      | 4,47           |            |            |